# Domingos Cordeiro
Domingos Cordeiro foi bandeirante nascido em Portugal, em Espinhel. Veio para o Brasil em 1609 com D. Francisco de Sousa, onde casou com Antônia de Paiva e, enviuvando, com Ana Ribeiro.
Grande sertanista, em 1610 partiu com Simão Álvares Martins para o sertão chamado Caeté onde apresaram índios temiminós; esteve nas bandeiras de Sebastião Preto ao Guairá em 1632 e de Antônio Raposo Tavares em 1636 ao atual Rio Grande do Sul, onde parece que se separou do grosso da tropa e ficou internado vários anos, até que em 1642 chegou a São Paulo a notícia de sua morte, sendo aberto inventário a 10 de janeiro de 1643.